# Fousseni Diabaté
Fousseni Diabaté (sinh ngày 18 tháng 10 năm 1995) là một cầu thủ bóng đá chuyên nghiệp người Pháp thi đấu ở vị trí tiền vệ tấn công hoặc tiền đạo cho Amiens SC theo dạng cho mượn từ câu lạc bộ của Championship Leicester City. Sinh ra ở Pháp nhưng Diabaté lại từng chơi bóng quốc tế cho đội tuyển Mali.

## Sự nghiệp câu lạc bộ
Diabaté sinh ra ở Aubervilliers, Seine-Saint-Denis.  Anh trưởng thành tại học viện trẻ ở Stade Rennais trong bảy năm trước khi bị đuổi, và sau đó gia nhập Stade de Reims. Anh chơi cho đội dự bị của En Avant de Guingamp trước khi gia nhập Gazélec Ajaccio vào ngày 20 tháng 6 năm 2017. Anh ấy đã có trận ra mắt chuyên nghiệp với Gazélec Ajaccio trong trận hòa 1-1 trước Valenciennes FC tại giải Ligue 2 vào ngày 28 tháng 7 năm 2017, bàn thắng duy nhất ghi được đến từ một pha kiến tạo của anh.
Vào ngày 13 tháng 1 năm 2018, Diabaté chuyển đến Leicester City với mức phí không được tiết lộ. Hai tuần sau, anh có trận ra mắt trong màu áo của câu lạc bộ Leicester City ở vòng 4 Cúp FA 2017-18 gặp Peterborough United, anh đã ghi được hai bàn trong chiến thắng 5–1 của Leicester.
Tháng 1 năm 2019, anh gia nhập câu lạc bộ Sivasspor theo dạng cho mượn.

## Sự nghiệp quốc tế
Diabaté đã có một lần ra sân cho U20 Mali tại FIFA U-20 World Cup 2015 trong trận thua 2-0 trước U20 Serbia, cũng như 5 trận tại Giải vô địch U-20 châu Phi 2015. Anh cũng đã thi đấu cho đội tuyển U-23 Mali tại giải Toulon Tournament 2016.

## Thống kê sự nghiệp
Tính đến 12 tháng 5 năm 2019
| Câu lạc bộ           | Giải đấu            | Liên đoàn           | Liên đoàn | Liên đoàn | Cúp quốc gia | Cúp quốc gia | Cúp Liên đoàn | Cúp Liên đoàn | Khác    | Khác      | Tổng    | Tổng      |
| Câu lạc bộ           | Giải đấu            | Giải                | Số trận   | Bàn thắng | Số trận      | Bàn thắng    | Số trận       | Bàn thắng     | Số trận | Bàn thắng | Số trận | Bàn thắng |
| -------------------- | ------------------- | ------------------- | --------- | --------- | ------------ | ------------ | ------------- | ------------- | ------- | --------- | ------- | --------- |
| Stade Reims II       | 2013–14             | CFA 2               | 11        | 1         | -            | -            | -             | -             | -       | -         | 11      | 1         |
| Guingamp II          | 2015–16             | CFA 2               | 23        | 4         | -            | -            | -             | -             | -       | -         | 23      | 4         |
| Guingamp II          | 2016–17             | CFA 2               | 26        | số 8      | -            | -            | -             | -             | -       | -         | 26      | số 8      |
| Guingamp II          | Tổng                | Tổng                | 49        | 12        | 0            | 0            | 0             | 0             | 0       | 0         | 49      | 12        |
| Guingamp             | 2016–17             | Ligue 1             | 0         | 0         | 1            | 0            | 1             | 0             | -       | -         | 2       | 0         |
| Gazélec Ajaccio      | 2017–18             | Ligue 2             | 18        | 3         | 1            | 2            | 2             | 0             | -       | -         | 21      | 5         |
| Leicester City       | 2017–18             | Premier League      | 14        | 0         | 2            | 2            | 0             | 0             | -       | -         | 16      | 2         |
| Leicester City       | 2018–19             | Premier League      | 1         | 0         | 0            | 0            | 2             | 0             | -       | -         | 3       | 0         |
| Leicester City       | Tổng                | Tổng                | 15        | 0         | 2            | 2            | 2             | 0             | 0       | 0         | 19      | 2         |
| Sivasspor (cho mượn) | 2018–19             | Süper Lig           | 17        | 2         | 0            | 0            | -             | -             | -       | -         | 17      | 2         |
| Tổng cộng sự nghiệp  | Tổng cộng sự nghiệp | Tổng cộng sự nghiệp | 110       | 18        | 4            | 4            | 5             | 0             | 0       | 0         | 119     | 22        |